# ليو يولين
ليو يولين (بالصينية: 刘雨霖) (ولدت 1987 - ) مخرجة أفلام صينية.
وٌلدت ليو لين في مركز يان جين التابعة لمدينة شين شيانغ بمقاطعة خنان. وهي مخرجة أفلام سينيمائية صينية، حصلت على درجة الماجستير من أكاديمية الأفلام السينيمائية بجامعة نيويورك، قامت بإخراج الفيلم القصير ( بوابة الإله) «من شان» عام 2014، وكانت حينها تبلغ من العمر سبعة و عشرين عاماً. حصلت على جائزة الأوسكارالفضية في دروتها الواحد وأربعين للطلاب. وتم ترشيح فيلمها القصير بوابة الإله إلى عدة مهرجانات منها:مهرجان كان السينمائى، مهرجان طوكيو السينمائي الدولي و مهرجان سان رانتوا السينيمائي الإيطالي بالإضافة إلى أكثر من خمسين مهرجان آخر.
وحصلت على جائزة أفضل فيلم قصير، وأفضل إخراج، وأفضل سيناريو، وأفضل أداء دور تمثيلي. حيث حازت على إعجاب الجماهير ولجنة التحكيم. كل هذا وبالإضافة إلى عشرات الجوائز الأخرى.